# Mi cena con André
Mi cena con André (título original: My Dinner with Andre) es una película estadounidense de comedia y drama de 1981, dirigida por Louis Malle y protagonizada por André Gregory y Wallace Shawn.
Fue galardonada con dos premios BSFC en 1982, al mejor filme estadounidense y al mejor guion.

## Argumento
La película representa una conversación de dos conocidos en un restaurante chic de Nueva York. Basado sobre todo en conversación, el diálogo de la película cubre cosas como teatro experimental, la naturaleza del teatro y la naturaleza de la vida. El diálogo contrasta el modesto, práctico humanismo con las extravagantes fantasías de la nueva era de Andre.
Andre es el foco de la primera hora de la película. Él describe algunas de sus experiencias desde que renunció a su carrera como director teatral en 1975. Estas experiencias incluyen el trabajo con su amigo Jerzy Grotowski y un grupo de actores polacos en un bosque en Polonia, su visita a la ecoaldea de Findhorn en Escocia y su viaje al Sahara para intentar crear una obra basada en El principito. Quizás la más dramática experiencia de Andre fue trabajar con un pequeño grupo de gente en una pieza de performance en Long Island que resultó en Andre siendo (brevemente) enterrado vivo en la noche de Halloween.
El resto de la película es una conversación en la que Wally intenta argumentar que vivir la vida como Andre lo ha hecho por los cinco años pasados simplemente no es posible para la vasta mayoría de gente. En respuesta, Andre sugiere que lo que pasa en la vida normal de la gente en Nueva York a principios de los 70 es más semejante a vivir en un sueño de que lo es la vida real. La película termina sin una clara resolución al conflicto en visiones del mundo articuladas por los dos hombres. Shawn recuerda en un taxi de vuelta a casa sobre su infancia y declara su intención de decirle a su novia Debbie sobre su cena con André, mientras la Gymnopédie No. 1 de Erik Satie suena de fondo.

## Reparto
- André Gregory ... Andre
- Wallace Shawn ... Wally
- Jean Lenauer ... mesero
- Roy Butler ... bartender

## Filmación
La película fue filmada en el entonces abandonado Hotel Jefferson en Richmond, Virginia. Aunque la película fue basada en algunos hechos reales de las vidas de los actores, Shawn y Gregory negaron, en una entrevista con el crítico de cine Roger Ebert, que estuvieran interpretándose a sí mismos, y declararon que si volvieran a rodar la película se intercambiarían los personajes para demostrar que decían la verdad.
La Sociedad de críticos de cine de Boston premió a la película con el galardón a la "Mejor película" en 1982 y además premió a Gregory y Shawn con el galardón al "Mejor guion". Roger Ebert, junto con su compañero crítico Gene Siskel, también elogió la película y ayudó a llevar la atención del público a ella; en 1999, Ebert la agregó a su serie de ensayo Great Movies.